# Vladimir Dmitrievich Nabokov

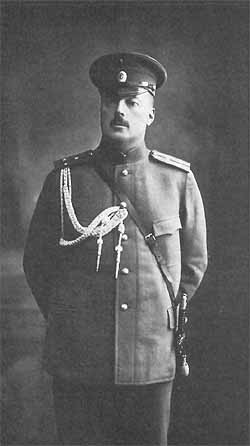
V. D. Nabokov em seu uniforme de oficial na Primeira Guerra Mundial, em 1914

Vladimir Nabokov Dmitrievich (em russo: Владимир Дмитриевич Набоков; 15 de julho de 1870 - 28 de março de 1922) foi um criminologista, jornalista e estadista progressista russo durante os últimos anos do Império Russo. Foi pai do autor russo-americano Vladimir Nabokov.
Foi secretário de estado do primeiro governo provisório em 1917 e ministro da justiça do governo regional da Crimeia.